# مذكرة تفاهم بشأن تدابير حماية السلاحف البحرية على الساحل الأطلسي لإفريقيا
مذكرة التفاهم بشأن تدابير حماية السلاحف البحرية على الساحل الأطلسي لإفريقيا هي مذكرة تفاهم بيئية متعددة الأطراف عام 1998، ودخلت حيز التنفيذ في 1 يوليو 1999 تحت رعاية اتفاقية حفظ أنواع الحيوانات البرية المهاجرة (CMS) ، والمعروفة باسم اتفاقية بون.
تركز مذكرة التفاهم على حماية 6 أنواع من السلاحف البحرية التي تنخفض أعدادها على طول الساحل الأطلسي لأفريقيا. وتغطي مذكرة التفاهم 26 دولة نطاق (أنجولا، بنين، الكاميرون، الرأس الأخضر، الكونغو، ساحل العاج، جمهورية الكونغو الديمقراطية، غينيا الاستوائية، الجابون، غامبيا، غانا، غينيا، غينيا بيساو، ليبيريا، موريتانيا، المغرب، ناميبيا، نيجيريا، البرتغال (جزر الأزور، ماديرا)، ساو تومي وبرينسيبي، السنغال، سيراليون، جنوب أفريقيا، إسبانيا (جزر الكناري)، وتوغو، والولايات المتحدة، والمملكة المتحدة). اعتبارًا من مايو 2013، وقعت 23 دولة على مذكرة التفاهم.

## تطوير مذكرة التفاهم

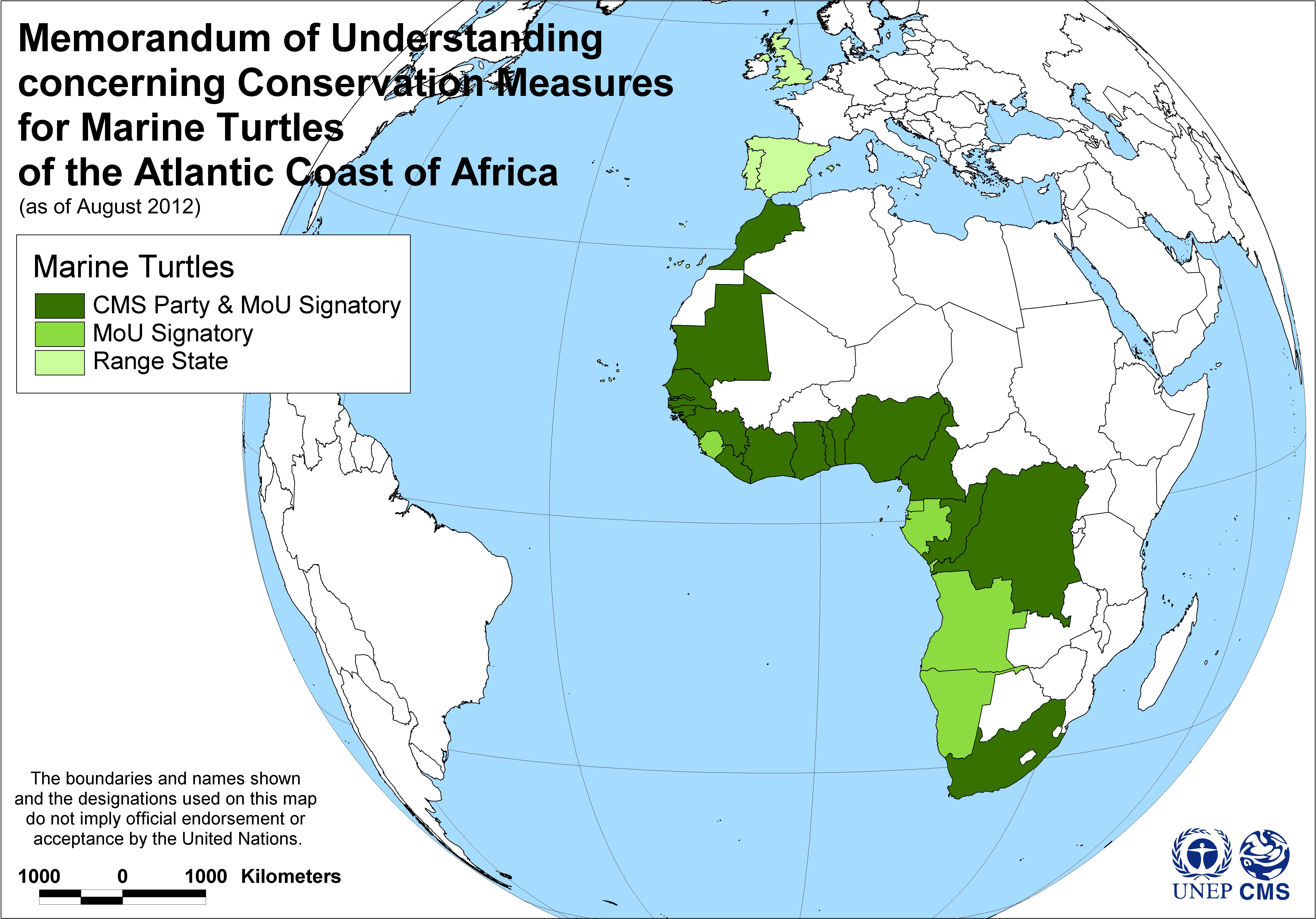
خريطة المُوَقعِين على مذكرة التفاهم بشأن السلاحف البحرية على الساحل الأطلسي لأفريقيا، اعتبارًا من 15 أغسطس 2012

يعتقد أن السلاحف البحرية توجد بكثرة على ساحل المحيط الأطلسي في أفريقيا. وتشمل المنطقة مواقع التعشيش ومناطق التغذية وممرات الهجرة ذات الأهمية لستة أنواع من السلاحف البحرية. ولحماية هذه الأنواع تم عقد اتفاقية المادة الرابعة ودخلت حيز التنفيذ في 1 يوليو 1999.
الدول الموقعة على مذكرة التفاهم بشأن السلاحف البحرية على الساحل الأطلسي لأفريقيا:
- بنين (29 مايو 1999)
- الكونغو (29 مايو 1999)
- غينيا الاستوائية (29 مايو 1999)
- الجابون (29 مايو 1999)
- غينيا (29 مايو 1999)
- غينيا بيساو (29 مايو 1999)
- موريتانيا (29 مايو 1999)
- جمهورية الكونغو الديمقراطية (12 تشرين الثاني/نوفمبر 1999)
- غامبيا (12 نوفمبر 1999)
- غانا (12 نوفمبر 1999)
- نيجيريا (12 نوفمبر 1999)
- توغو (12 تشرين الثاني/نوفمبر 1999)
- أنغولا (9 مايو 2002)
- المغرب (9 مايو 2002)
- ساو تومي وبرينسيبي (9 مايو 2002)
- السنغال (9 مايو 2002)
- سيراليون (9 مايو/أيار 2002)
- الكاميرون (18 سبتمبر 2002)
- كوت ديفوار (18 سبتمبر 2002)
- ليبيريا (24 نوفمبر 2005)
- ناميبيا (21 فبراير 2006)
- الرأس الأخضر (8 يناير 2007)
- جنوب أفريقيا (6 نوفمبر 2007)

وقعت أمانة اتفاقية حماية الأنواع المهاجرة (CMS) مذكرة التفاهم (29 مايو 1999).
لفت "إعلان نيروبي"، الذي اعتُمد في اجتماع مايو 2002، الانتباه إلى مشكلة الصيد العرضي في عمليات الصيد الصناعي، وشدد على أهمية إشراك المجتمعات المحلية في تطوير وتنفيذ أنشطة الحفاظ على البيئة.
ويسعى الإعلان إلى تعظيم فوائد التعاون بين الاتفاقيات والمنظمات غير الحكومية، ودمج تدابير حماية السلاحف البحرية ضمن العملية الأفريقية الناشئة لتنمية وحماية البيئة البحرية والساحلية في أفريقيا جنوب الصحراء الكبرى.

## هدف مذكرة التفاهم
تهدف مذكرة التفاهم إلى حماية 6 أنواع من السلاحف البحرية التي تنخفض أعدادها بسرعة خلال السنوات الأخيرة بسبب الصيد (المباشر أو العرضي) وتدهور مواطنها الأساسية.

## الأنواع التي تشملها مذكرة التفاهم

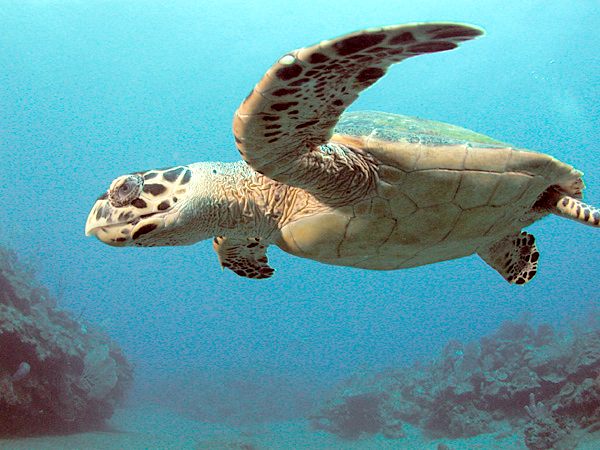
سلحفاة صقرية المنقار

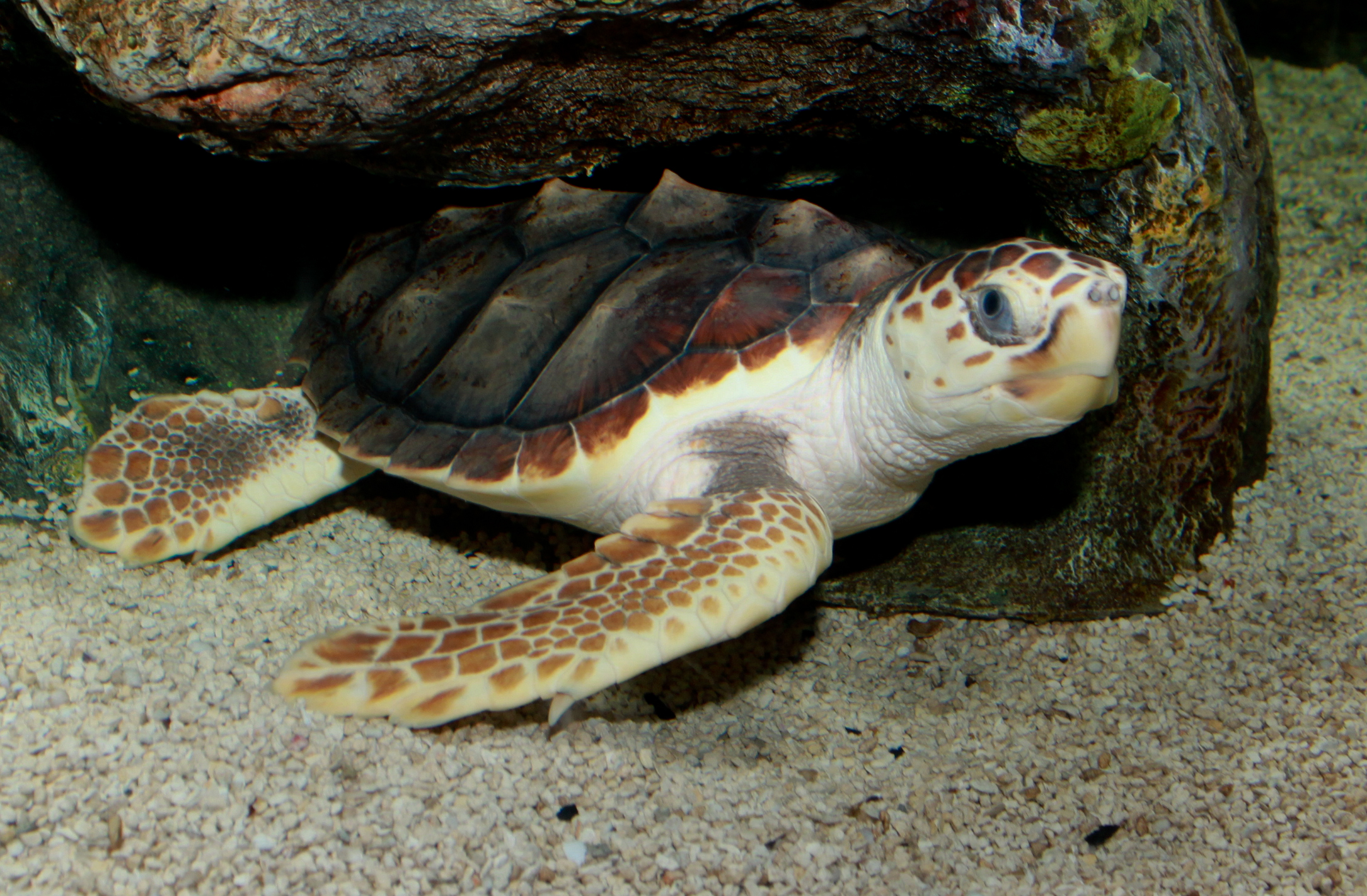
السلحفاة مكتلة الرأس

تحمي مذكرة التفاهم 6 أنواع من السلاحف البحرية:
- السلحفاة مكتلة الرأس (Caretta caretta)
- سلحفاة ردلي الأطلسية (Lepidochelys kempii)
- سلحفاة ردلي الزيتونية (Lepidochelys olivacea)
- السلحفاة الخضراء (Chelonia mydas)
- السلحفاة صقرية المنقار (Eretmochelys imbricate)
- السلحفاة جلدية الظهر (Dermochelys coriacea)

## المحتويات الأساسية
إدراكًا لضرورة اتخاذ إجراءات منسقة وفعالة لمعالجة التهديدات التي تواجه هذه الأنواع، اتفق الموقعون على العمل لتحسين الحفاظ على السلاحف البحرية ومواطنها. ولتحقيق هذه الغاية، يتعين عليهم:
1. وضع التدابير اللازمة للحفاظ على السلاحف البحرية وحمايتها بشكل صارم في جميع مراحل دورة حياتها (البيض، والصغار، وشبه البالغين، والبالغين).
2. مراجعة التشريعات الوطنية وتعديلها حسب الضرورة والتصديق على الاتفاقيات الدولية الأكثر صلة بحفظ السلاحف البحرية أو الانضمام إليها، وذلك لتعزيز الحماية القانونية الممنوحة لهذه الأنواع
3. تنفيذ خطة الحفاظ الملحقة بمذكرة التفاهم في بلدانهم المعنية، مع مراعاة توافر الموارد اللازمة.
4. تسهيل التبادل السريع للمعلومات العلمية والتقنية والقانونية اللازمة لتنسيق تدابير الحماية؛ والتعاون مع العلماء المعترف بهم من المنظمات الدولية وغيرها من دول النطاق لتسهيل عملهم فيما يتعلق بخطة الحماية.
5. تقييم تنفيذ مذكرة التفاهم وخطة الحماية في الاجتماعات الدورية
6. تقديم تقرير سنوي إلى الأمانة العامة بشأن تنفيذ مذكرة التفاهم وخطة الحماية

دخلت مذكرة التفاهم حيز التنفيذ في 1 يوليو 1999، وتظل سارية، مع مراعاة حق أي دولة موقعة في إنهاء مشاركته من خلال تقديم إشعار كتابي قبل عام واحد إلى جميع الدول الموقعة الأخرى.

## الاجتماعات
تنظم اجتماعات الموقعين بشكل منتظم لمراجعة حالة الحفاظ على السلاحف البحرية وتنفيذ مذكرة التفاهم وخطة الحماية. وتقديم التقارير الوطنية المقدمة من قبل الموقعين الأفراد وتقرير أعدته الأمانة العامة.
انعقد الاجتماع الأول للموقعين على الاتفاقية في مقر برنامج الأمم المتحدة للبيئة، نيروبي، كينيا ، في مايو 2002.
تمت مراجعة خطة الحماية المُعَدَة في الاجتماع السابق واعتمادها.
انعقد الاجتماع الثاني للموقعين على الاتفاقية في دكار بالسنغال ، في الفترة 5-7 مارس 2008. خلال الاجتماع، استعرض الموقعون تنفيذ مذكرة التفاهم، وقاموا بتحديث خطة الحماية، وإنشاء لجنة استشارية للعلوم والتكنولوجيا.
وعدل الاجتماع الثاني مذكرة التفاهم بهدف:
- إنشاء لجنة استشارية
- تشجيع الأمانة العامة لاتفاقية الأنواع المهاجرة على اتخاذ التدابير اللازمة للتنسيق الإقليمي الفعال لمذكرة التفاهم
- تذكر القرارات والاتفاق الذي تم التوصل إليه خلال الاجتماع الأول للموقعين على المذكرة، وتوضح صراحة في نص مذكرة التفاهم أن هذه الأداة مفتوحة لجميع الدول التي لها تأثيرات على السلاحف البحرية والمصالح ذات الصلة في المنطقة.

## الأمانة العامة
توفر الأمانة العامة (CMS) - الموجودة في بون - وظائف الأمانة. من أكتوبر 2005 حتى نهاية يوليو 2012.
تم توفير خدمات التنسيق لمذكرة التفاهم من قبل وحدة التنسيق المعروفة باسم URTOMA.
منذ أغسطس 2012، نقلت إدارة مذكرة التفاهم إلى أمانة اتفاقية الأنواع المهاجرة في بون حتى يتسنى التوصل إلى ترتيبات أخرى.

## خطة الحماية
في مايو 2002، اجتمعت الدول الموقعة في نيروبي لوضع خطة شاملة للحفاظ على البيئة. وتنص مذكرة التفاهم على أن الخطة تهدف إلى تحسين المعرفة الأساسية بالأنواع وطرق الهجرة، والحد من معدل وفيات السلاحف البحرية، وتعزيز التعاون بين الدول الموقعة عليها، وتمويل برامج الحفاظ على البيئة؛ كما ستنص الخطة على تحديد المواطن الرئيسية للتكاثر والبحث عن الطعام، ومراقبة السلاحف وإجراء البحوث، والإعداد النهائي لخطط عمل وطنية بشأن السلاحف البحرية تأخذ في الاعتبار احتياجات السكان المحليين.
تركز خطة الحفاظ المعتمدة في عام 2002 على إنشاء قاعدة بيانات حول بيئة السلاحف (التوزيع، وأنماط الهجرة، إلخ...) والتهديدات (نضج ومدى الاستغلال المباشر، ومعدل الصيد العرضي، وتأثير الإدارة الموارد البيئية ، والتلوث، إلخ...).

## الأنشطة والنجاحات
نشرت الأمانة العامة لاتفاقية الأنواع المهاجرة تقريرين أحدهما بعنوان "تدابير الحفاظ على السلاحف البحرية على الساحل الأطلسي لأفريقيا: المنشور الفني رقم 5 لاتفاقية الأنواع المهاجرة"
و الآخر بعنوان "الجغرافيا الحيوية والحفاظ على السلاحف البحرية على الساحل الأطلسي لأفريقيا: المنشور الفني رقم 6 لاتفاقية الأنواع المهاجرة".
ودعمت مذكرة التفاهم عدداً من المشاريع الصغيرة في بلدان مختلفة، بهدف تحفيز المبادرات الأوسع نطاقاً ودعم تطوير المواد التدريبية والتوعية الأساسية مثل تمويل إنتاج ملصقات التعريف بالسلاحف البحرية طورتها منظمة WIDECAST، وهي منظمة غير حكومية تعمل على الحفاظ على السلاحف في منطقة البحر الكاريبي. وتم من خلال مذكرة التفاهم تمويل مشروع بدأ في عام 2001 واختتم بنجاح في عام 2003. يهدف المشروع إلى الكشف عن أنماط الهجرة لمجموعات السلاحف الخضراء التي تعشش في بويلاو بغينيا بيساو.

## روابط خارجية
- اتفاقية الأنواع المهاجرة من الحيوانات البرية
- مذكرة تفاهم بشأن السلاحف البحرية على ساحل المحيط الأطلسي في أفريقيا
- Seaturtle.org
- قائمة محدثة بالموقعين/ورقة الملخص[وصلة مكسورة]